# Finale del campionato mondiale di calcio 2010
La finale del campionato mondiale di calcio 2010 si è stata disputata l'11 luglio 2010 al Soccer City di
Johannesburg, in Sudafrica. Essa determinò la vittoria della Spagna sui Paesi Bassi al Campionato mondiale di calcio 2010 con il risultato di 1-0 ottenuto ai tempi supplementari grazie ad una rete di Andrés Iniesta, portando la nazionale iberica a vincere per la prima, e finora unica, volta il titolo mondiale.
Per la Spagna si trattava della prima finale mondiale, mentre i Paesi Bassi ne avevano giocate e perse due, nel 1974 e nel 1978. I Paesi Bassi non perdevano una partita dal settembre 2008, mentre le Furie Rosse avevano perso per 1-0 la prima partita dei Mondiali 2010 contro la Svizzera, per poi vincere tutte le altre partite della competizione.

## Le squadre
| Squadra     | Finali disputate in precedenza (il grassetto indica la vittoria) |
| ----------- | ---------------------------------------------------------------- |
| Paesi Bassi | 2 (1974, 1978)                                                   |
| Spagna      | Nessuna                                                          |

## Antefatti
La Spagna era arrivata ai Mondiali 2010 in qualità di campione d'Europa in carica (in quanto vincitrice degli europei del 2008) ed era annoverata tra le favorite; le Furie Rosse, inoltre, avevano vinto tutte le 10 partite di qualificazione del loro girone.
I Paesi Bassi erano invece arrivati al torneo dopo aver vinto tutte e otto le partite nel proprio girone di qualificazione e con una striscia di imbattibilità che durava da due anni.

## Cammino verso la finale
Una volta alla fase finale della kermesse, gli olandesi hanno raggiunto la fase ad eliminazione diretta come vincitori del Gruppo E, con tre vittorie su tre, contro Danimarca, Giappone e Camerun, concedendo un solo goal e rivelandosi una squadra molto solida. In seguito hanno battuto agli ottavi gli esordienti della Slovacchia, ai quarti i cinque volte campioni mondiali del Brasile grazie ad una doppietta di Wesley Sneijder e in semifinale l'Uruguay per 3-2 con i goal di Van Bronckhorst, ancora Sneijder e Robben. I Paesi Bassi hanno raggiunto la finale con una striscia di 25 partite di imbattibilità e con un percorso di sole vittorie.
La Spagna ha invece conquistato il primo posto del Gruppo H con due vittorie e una sconfitta. Nella prima gara le Furie Rosse sono state sconfitte per 1-0 dalla Svizzera, per poi vincere contro Honduras e Cile e classificarsi primi grazie alla differenza reti. Nella fase a eliminazione diretta hanno poi battuto, nel derby iberico, il Portogallo, i debuttanti ai quarti di finale del Paraguay e i tre volte vincitori dei mondiali della Germania, in una riedizione della finale degli europei del 2008, vincendo sempre con il risultato di 1-0.
Nelle sei partite giocate, i Paesi Bassi hanno segnato un totale di dodici gol e ne hanno subiti cinque, mentre la Spagna ne ha segnati sette e concessi due. In finale, per le due squadre, i due maggiori capocannonieri sono Wesley Sneijder per i Paesi Bassi e David Villa per la Spagna, che hanno segnato entrambi cinque gol.

### Tabella riassuntiva del percorso
Note: In ogni risultato sottostante, il punteggio della finalista è menzionato per primo.
| Pos. | Squadra     | Pt | G | V | N | P | GF | GS | DR |
| ---- | ----------- | -- | - | - | - | - | -- | -- | -- |
| 1.   | Paesi Bassi | 9  | 3 | 3 | 0 | 0 | 5  | 1  | +4 |
| 2.   | Giappone    | 6  | 3 | 2 | 0 | 1 | 4  | 2  | +2 |
| 3.   | Danimarca   | 3  | 3 | 1 | 0 | 2 | 3  | 6  | -3 |
| 4.   | Camerun     | 0  | 3 | 0 | 0 | 3 | 2  | 5  | -3 |

| Pos. | Squadra  | Pt | G | V | N | P | GF | GS | DR |
| ---- | -------- | -- | - | - | - | - | -- | -- | -- |
| 1.   | Spagna   | 6  | 3 | 2 | 0 | 1 | 4  | 2  | +2 |
| 2.   | Cile     | 6  | 3 | 2 | 0 | 1 | 3  | 2  | +1 |
| 3.   | Svizzera | 4  | 3 | 1 | 1 | 1 | 1  | 1  | 0  |
| 4.   | Honduras | 1  | 3 | 0 | 1 | 2 | 0  | 3  | -3 |

## Il prepartita

### Cerimonia di chiusura
L'artista colombiana Shakira si esibì con la sua Waka Waka (This Time for Africa), inno ufficiale dei mondiale.
Lo spettacolo è continuato con giochi di luce, immagini di palloni e dell'Africa e sottofondi musicali di ogni genere, specialmente musica africana. Alle 19.15 è arrivato l'ex presidente sudafricano Nelson Mandela, trasportato in automobile al centro del campo.

### Pallone ufficiale
Il pallone ufficiale per la finale della coppa del mondo, che è stato rivelato il 20 aprile 2010, si chiama Jo'bulani, una versione con decorazioni dorate del pallone Adidas Jabulani utilizzato in modo ufficiale per le altre partite del torneo. Il nome del pallone è un il riferimento a Jo'burg, un soprannome comune per Johannesburg, da sempre definita appunto la città dell'oro. Il Jo'bulani è il secondo pallone prodotto specificatamente per la finale dei mondiali, dopo il Teamgeist Berlin usato nella partita conclusiva di Germania 2006.

## Descrizione della partita

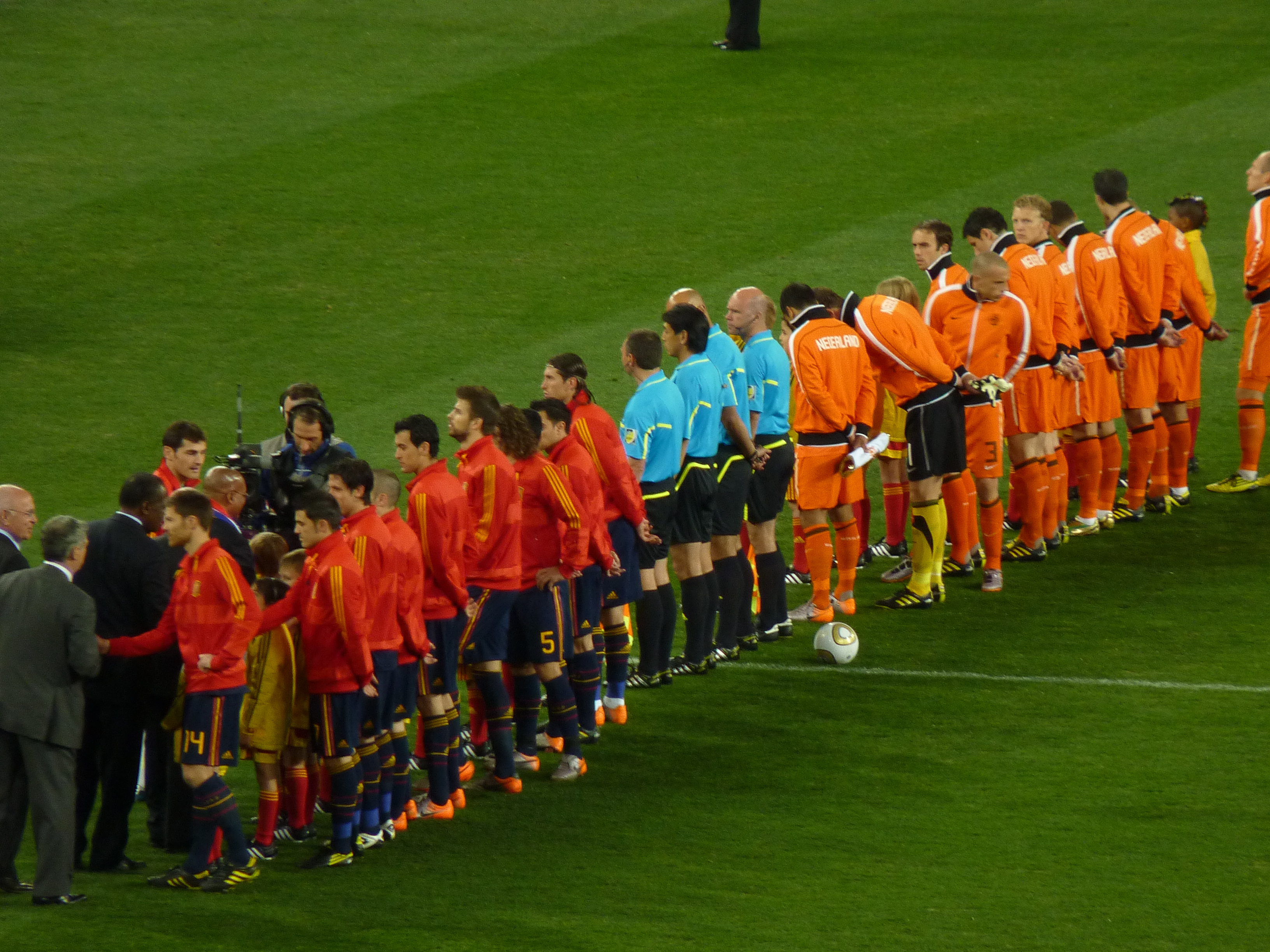
e schierate prima dell'inizio

Per la prima volta dal 1998 si ebbe una debuttante in finale (la Spagna), e per la prima volta dal 1978 due finaliste mai state campioni in precedenza (i Paesi Bassi furono finalisti sconfitti in Germania nel 1974 e Argentina nel 1978).
Prima della finale del mondiale il capitano olandese Giovanni van Bronckhorst dichiara che quella sarà la sua ultima partita da calciatore, annunciando così il suo ritiro.
La partita comincia alle 20.30. L'arbitro designato è l'inglese Howard Webb, assieme agli assistenti Darren Cann e Michael Mullarkey. Allo stadio sono presenti 84 490 spettatori. La sfida è sì molto accesa e vivace, ma anche aspra e fallosa, al punto che Webb commina 5 ammonizioni nella prima mezz'ora: 3 agli olandesi e 2 agli spagnoli. L'andamento del match risulta pertanto lento e spezzettato pur non mancando le occasioni da entrambe le parti. Tra quelle di marca spagnola si annoverano i tiri di Sergio Ramos e David Villa mentre da parte olandese i due tiri di Arjen Robben, entrambi parati dal portiere e capitano iberico Iker Casillas. Da segnalre, l'intervento rude dell'olandese Nigel de Jong sul centrocampista Xabi Alonso, colpito con un calcio in pieno petto e sanzionato soltanto con un'ammonizione. Webb ha successivamente ammesso che il giocatore avrebbe dovuto essere invece espulso.
Dopo che i tempi regolamentari sono terminati sul punteggio di 0-0, la partita continua ai supplementari e nei primi 15 minuti a rendersi pericolosa è la Spagna, prima con un'incursione nell'area di rigore olandese che porta a un intervento su Xavi non giudicato da rigore, ed in seguito anche con Cesc Fàbregas, il cui tiro viene parato da Maarten Stekelenburg. Pochi minuti dopo Joris Mathijsen dei Paesi Bassi mette alto colpendo di testa a breve distanza dalla linea di porta.

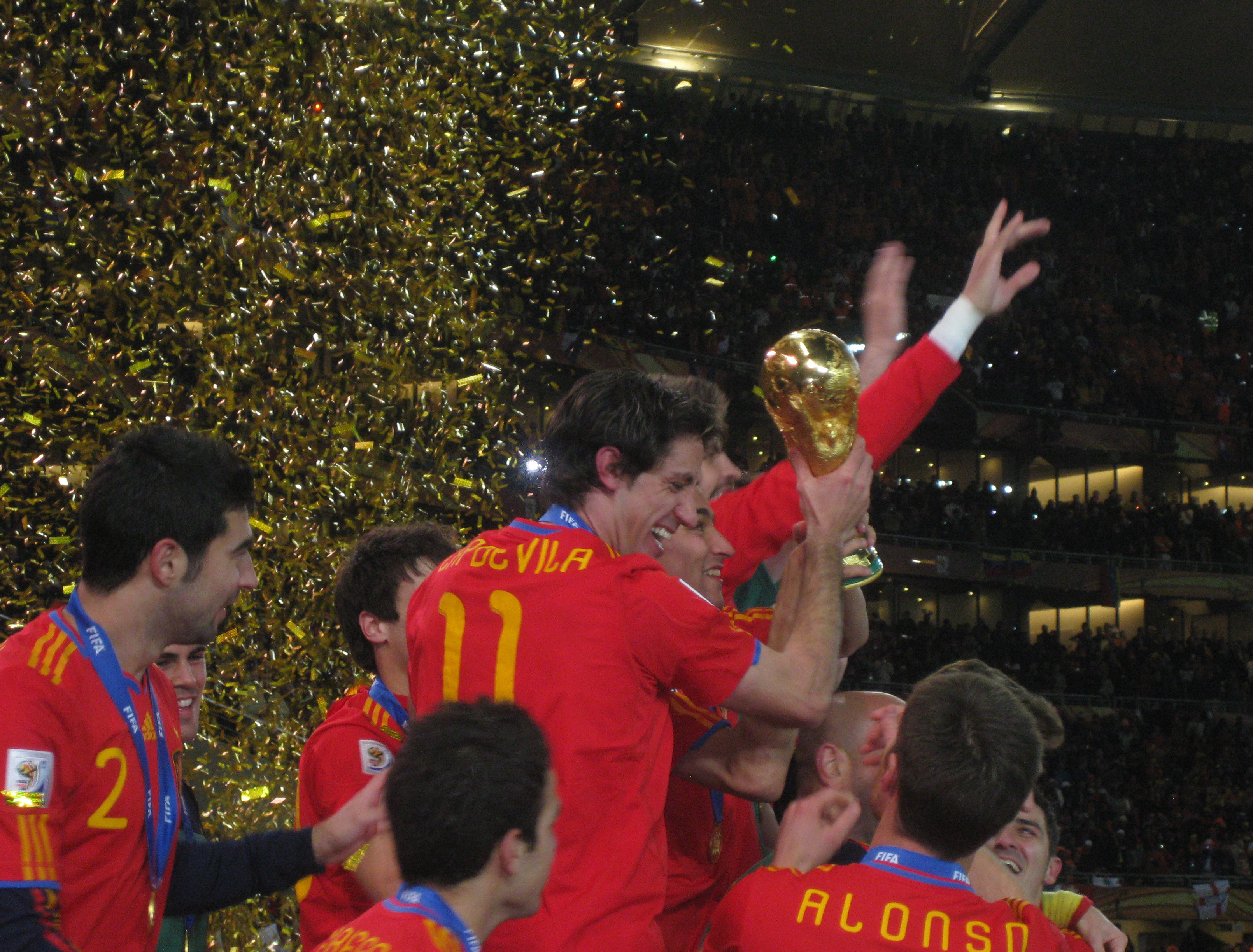
La trionfante al Soccer City con la Coppa del mondo, vinta nei tempi supplementari in finale contro i.

Il secondo tempo supplementare inizia con l'unica espulsione della partita: il difensore olandese John Heitinga viene allontanato per doppia ammonizione. Poi, a quattro minuti dalla fine, il centrocampista Andrés Iniesta si ritrova solo in area e il suo tiro batte Stekelenburg, portando in vantaggio la Spagna. Iniesta, dopo il gol della vittoria, si toglie la maglia, sotto la quale indossa una canottiera con la scritta "Dani Jarque siempre con nosotros" ("Dani Jarque sempre con noi"), in omaggio a Daniel Jarque, calciatore spagnolo scomparso quasi un anno prima, procurandosi per questo un cartellino giallo (il regolamento del gioco del calcio prescrive che non ci si può mai togliere la maglia a partita in corso).
La Spagna non batteva i Paesi Bassi dal 1983, quando la sconfisse a Siviglia, anche allora per 1-0, in una partita di qualificazione agli Europei 1984; per la prima volta una Nazionale di calcio europea ha vinto un mondiale di calcio al di fuori dei confini del Vecchio Continente.
Le due nazionali finaliste hanno chiuso il 2010 in testa alla classifica mondiale della FIFA, la Spagna al primo posto, i Paesi Bassi al secondo.

## Tabellino
| Arbitro: | Howard Webb |

|  |           |              |
|  | Marcatori | 115’ Iniesta |

| Paesi Bassi | Spagna |

| Paesi Bassi (4-2-3-1) |    |                          |           |      |
|                       |    |                          |           |      |
| P                     | 1  | Maarten Stekelenburg     |           |      |
| D                     | 2  | Gregory van der Wiel     | 111’      |      |
| D                     | 3  | John Heitinga            | 57’, 109’ |      |
| D                     | 4  | Joris Mathijsen          | 117’      |      |
| D                     | 5  | Giovanni van Bronckhorst | 54’       | 105’ |
| C                     | 6  | Mark van Bommel          | 22’       |      |
| C                     | 8  | Nigel de Jong            | 28’       | 99’  |
| C                     | 11 | Arjen Robben             | 84’       |      |
| C                     | 10 | Wesley Sneijder          |           |      |
| C                     | 7  | Dirk Kuyt                |           | 71’  |
| A                     | 9  | Robin van Persie         | 15’       |      |
| Sostituzioni:         |    |                          |           |      |
| A                     | 17 | Eljero Elia              |           | 71’  |
| C                     | 23 | Rafael van der Vaart     |           | 99’  |
| D                     | 15 | Edson Braafheid          |           | 105’ |
| CT:                   |    |                          |           |      |
| Bert van Marwijk      |    |                          |           |      |

| Spagna (4-2-3-1)   |    |                 |        |      |
|                    |    |                 |        |      |
| P                  | 1  | Iker Casillas   |        |      |
| D                  | 15 | Sergio Ramos    | 23’    |      |
| D                  | 5  | Carles Puyol    | 16’    |      |
| D                  | 3  | Gerard Piqué    |        |      |
| D                  | 11 | Joan Capdevila  | 67’    |      |
| C                  | 16 | Sergio Busquets |        |      |
| C                  | 14 | Xabi Alonso     |        | 87’  |
| C                  | 6  | Andrés Iniesta  | 118’   |      |
| C                  | 8  | Xavi            | 120+1’ |      |
| C                  | 18 | Pedro           |        | 60’  |
| A                  | 7  | David Villa     |        | 106’ |
| Sostituzioni:      |    |                 |        |      |
| C                  | 22 | Jesús Navas     |        | 60’  |
| C                  | 10 | Cesc Fàbregas   |        | 87’  |
| A                  | 9  | Fernando Torres |        | 106’ |
| CT:                |    |                 |        |      |
| Vicente Del Bosque |    |                 |        |      |

| Uomo partita Andrés Iniesta Assistenti arbitrali Darren Cann (Inghilterra) Michael Mullarkey (Inghilterra) Quarto uomo Yuichi Nishimura (Giappone) Quinto uomo Toru Sagara (Giappone) |

## Statistiche
| Totale            | Paesi Bassi | Spagna  |
| ----------------- | ----------- | ------- |
| Possesso palla    | 43 %        | 57 %    |
| Gioco effettivo   | 36 min.     | 48 min. |
| Tiri totali       | 13          | 18      |
| Tiri in porta     | 5           | 6       |
| Calci d'angolo    | 6           | 8       |
| Falli commessi    | 28          | 19      |
| Cartellini gialli | 8           | 5       |
| Cartellini rossi  | 1           | 0       |
| Fuorigioco        | 7           | 6       |

- In questa finale è stato stabilito il record di cartellini assegnati: Webb ha infatti esibito per 14 volte il cartellino giallo (a 13 diversi calciatori) e per una volta il cartellino rosso, a John Heitinga.[12][13]